# Adam Vlkanova
Adam Vlkanova (* 4. září 1994 Hradec Králové) je český profesionální fotbalista, který hraje na pozici ofenzivního záložníka za český klub FC Hradec Králové. V roce 2022 odehrál také 3 utkání v dresu české reprezentace.

## Klubová kariéra
Svoji fotbalovou kariéru začal v klubu FC Hradec Králové, odkud v průběhu mládeže přestoupil do Olympie Hradec Králové. V týmu se propracoval do seniorské kategorie.

### FK Bohemians Praha
V létě 2013 zamířil do střížkovských Bohemians Praha, Vlkanova tak přestoupil z týmu hrajícího tehdy krajský přebor do v té době druholigového mužstva. Svůj první ligový duel za "Bohemku" si připsal v úvodním kole hraném 27. července 2013 v souboji s celkem MFK Frýdek-Místek. Odehrál celých devadesát minut, ale venkovní prohře 1:5 nezabránil. Poprvé a podruhé v sezoně v lize skóroval proti Loku Vltavín (výhra 3:0), prosadil se ve 20. a v 65. minutě. Na podzim 2013 nastoupil k sedmi střetnutím v lize.

### FC Hradec Králové
V zimním přestupovém období ročníku 2013/14 se vrátil do mužstva FC Hradec Králové, odkud obratem odešel na hostování zpět do Bohemians.

#### FK Bohemians Praha (hostování)
Po přestupu do Hradce Králové odešel na hostování zpět do celku FK Bohemians Praha, kde působil půl roku. Celkem za střížkovskou "Bohemku" odehrál na jaře 2014 čtyři ligová utkání, ve kterých branku nedal. V ročníku 2013/14 klub sestoupil do ČFL.

#### FK Čáslav (hostování)
Před ročníkem 2014/15 zamířil hostovat do mužstva FK Čáslav, v jehož dresu nastupoval v české fotbalové lize. V mužstvu strávil podzim 2014 a během této doby jednou rozvlnil síť soupeřovy branky v lize.

#### Sezona 2014/15

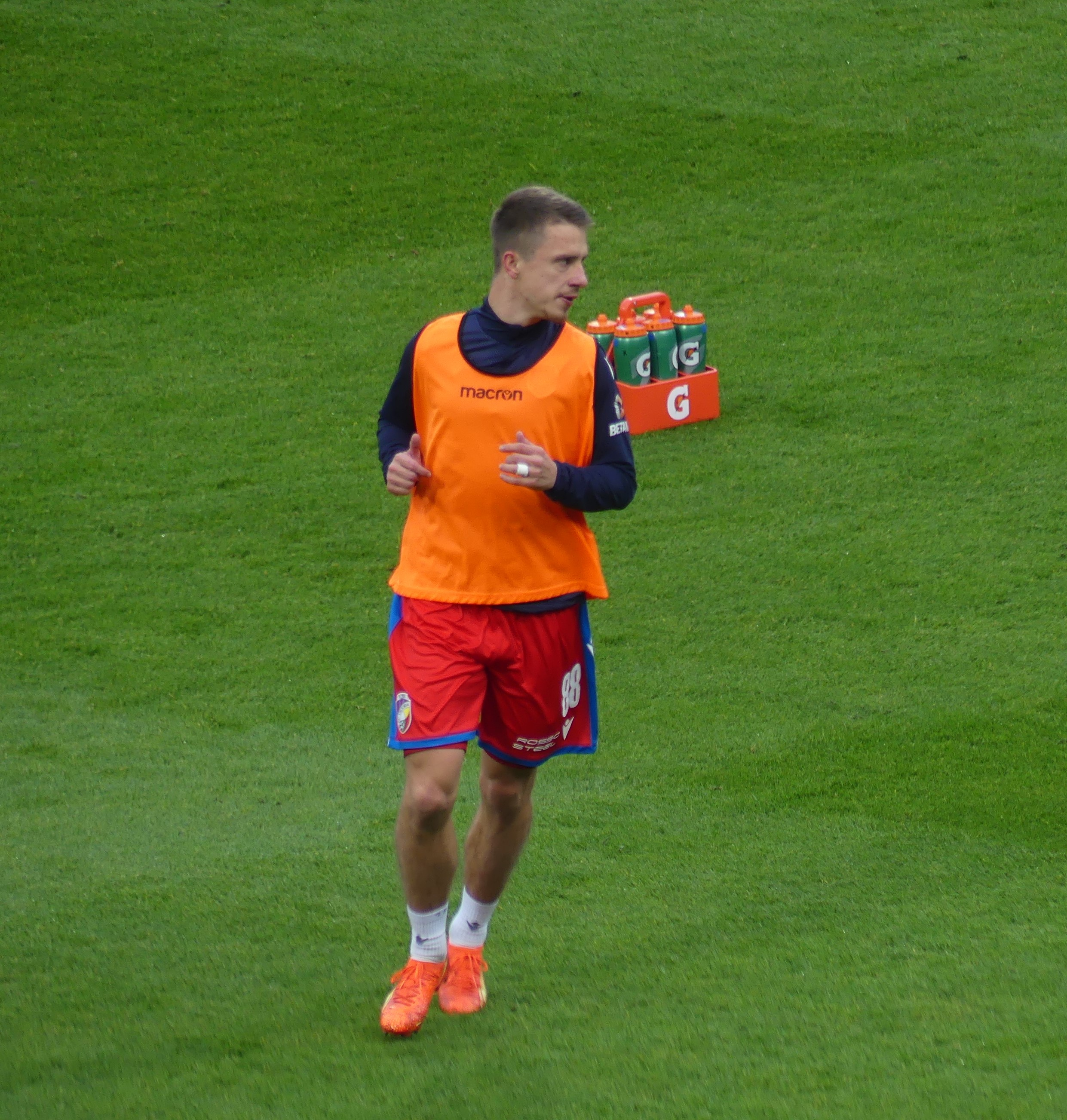
Adam Vlkanova v dresu FK Viktorie Plzeň (r. 2023)

Na podzim 2014 hostoval v družstvu FK Čáslav. V dresu "Votroků" debutoval v lize 1. 3. 2015 v utkání 18. kola proti Viktorii Plzeň (prohra 1:3), když v 80. minutě vystřídal na hrací ploše Tomáše Malinského. Jednalo se o jeho jediný ligový start v sezoně 2014/15, ve které s Hradcem sestoupil do 2. české fotbalové ligy.

#### Sezona 2015/16
Své první góly v sezoně a zároveň za "áčko" klubu FC Hradce Králové vstřelil 23. srpna 2015 v ligovém utkání 4. kola proti B-týmu Sigmy Olomouc (výhra 4:1), když se prosadil nejprve ve 39. a poté v 70. minutě. 29. října 2015 podepsal s Hradcem nový kontrakt do léta 2018. Potřetí v ročníku se trefil ve 13. ligovém kole proti Fotbalu Třinec, "Votroci" v zápase zvítězili vysoko 5:0. 22. listopadu 2015 zaznamenal v 16. kole jedinou a tudíž vítěznou ligovou branku utkání proti mužstvu FC MAS Táborsko. Svůj pátý gól v lize v této sezoně dal ve 24. kole, jednalo se o jediný přesný zásah ve střetnutí s klubem SFC Opava. Dalšího přesného střeleckého zásahu docílil v lize následují týden v zápase proti Slavoji Vyšehrad (výhra 2:0). S Hradcem Králové postoupil na jaře 2016 zpět do české nejvyšší soutěže, když jeho tým ve 28. kole hraném 17. 5. 2016 porazil Baník Sokolov 2:0 a průběžně třetí celek tabulky 1. SC Znojmo FK prohrál s mužstvem FC Sellier & Bellot Vlašim. Celkem v ročníku 2015/16 nastoupil k 25 zápasům v lize.

#### Sezona 2016/17
V září 2016 jej napadl neznámý agresor a zlomil mu pěstí krční obratel. Předpokladalo se, že Vlkanova bude Hradci chybět zhruba měsíc. Poprvé a zároveň naposledy v ročníku 2016/17 v lize skóroval 20. 5. 2017 v 91. minutě do sítě Sparty Praha, kdy snižoval na konečných 2:3. Na jaře Hradec sestoupil do 2. ligy. V sezoně odehrál 16 ligových utkání.

#### Sezona 2017/18
Svoji první ligovou branku v ročníku dal v souboji s Opavou, Hradec Králové však podlehl tomuto soupeři na jeho hřišti v poměru 2:3. Podruhé v této sezoně v lize rozvlnil síť soupeřovy "svatyně" 9. března 2018 proti Dynamu České Budějovice (výhra 2:1), když ve 32. minutě otevřel skóre střetnutí. Svůj třetí a čtvrtý ligový gól v ročníku dal ve 20. a 21. kole v soubojích s Třincem (výhra 5:1) a Vlašimí (výhra 4:1). Následně se trefil v lize ve 24. kole hraném 24. dubna 2018 proti Olympii Praha (výhra 4:1), když zvyšoval na 2:0. Pošesté v sezoně skóroval ve 26. ligovém kole v souboji se Sokolovem (výhra 2:1), ve 49. minutě srovnával na průběžných 1:1. 25. 5. 2018 si připsal další branku v lize, když v 72. minutě z penalty dával na konečných 2:0 na "půdě" Táborska. Během roku nastoupil v lize k 27 střetnutím.

#### Sezóna 2018/19
Své první dva ligové góly v ročníku zaznamenal v soubojích se Znojmem (výhra 2:1) a Sokolovem (výhra 3:1). 2. září 2018 proti Vlašimi (výhra 3:1) a o třináct dní později v souboji s Vysočinou Jihlava (výhra 1:0) se opět celkově v lize trefil dvakrát. V zimním přestupovém období sezony 2018/19 měl nabídky z nejvyšší soutěže, avšak rozhodl se zůstat v klubu "Votroků" a s vedením uzavřel novou smlouvu do června 2022. Popáté v ročníku skóroval v ligové odvetě s Baníkem Sokolov v 17. kole při domácí výhře 2:0. Následně dal ligovou branku 17. 3. 2019 v 19. kole proti týmu 1. SK Prostějov (výhra 3:0), když ve 14. minutě otevřel skóre zápasu. Posedmé v sezoně 2019/20 v lize se střelecky prosadil ve 14. minutě souboje s Ústím nad Labem a s Hradcem vyhrál na domácím trávníku 2:0. V ročníku zaznamenal dohromady v lize 27 střetnutí. Během roku byl i jedním ze zástupců tehdejšího kapitána Radima Ottmara, zároveň se stal nejlepším střelcem družstva.

#### Sezóna 2019/20
Měl skvělý vstup do ligové sezony. V rozmezí třetího až sedmého kola si připsal celkem šest branek, když dal po jednom gólu do sítí mužstev SK Líšeň (remíza 3:3), FK Varnsdorf (výhra 8:0) a FK Fotbal Třinec (remíza 1:1), proti Vysočině Jihlava zaznamenal při výhře 4:2 hattrick. Ve zmíněném souboji s Varnsdorfem navíc za Hradec odehrál své jubilejní sté ligové utkání. Posedmé v tomto ročníku v lize skóroval 23. listopadu 2019 proti Dukle Praha (výhra 2:1), když v 54. minutě zvyšoval na 2:0. Svoji osmou branku v lize v této sezoně vsítil v odvetě s Varnsdorfem a podílel se na venkovní výhře 2:1. Následně se trefil v lize ve 20. kole hraném 2. června 2020 ve východočeském derby s klubem MFK Chrudim (remíza 2:2), když ve 44. minutě dal z pokutového kopu úvodní gól střetnutí. 11. 6. 2020 při vysokém ligovém vítězství 5:0 doma nad Viktorií Žižkov vstřelil svůj desátý a jedenáctý gól v ročníku. Podvanácté a potřinácté v sezoně zaznamenal branky ve 26. a 27. ligovém kole v odvetách s Vlašimí (výhra 1:0) a Prostějovem (prohra 1:2). V ročníku nastoupil k 27 utkáním v lize a stal se opět nejlepším střelcem "Votroků".

#### Sezóna 2020/21
Svých prvních dvou ligových branek v sezoně 2020/21 docílil v souboji s Vysočinou Jihlava, skóroval ve 24. a v 72. minutě a společně se svými spoluhráči slavil po závěrečném hvizdu vítězství 4:3 na venkovní "půdě". V září 2020 o něj projevil zájem Baník Ostrava, ale přestup se nakonec neuskutečnil. 7. listopadu 2020 v sedmém ligovém kole dal gól v Třinci a "Hradečáci" i díky němu vyhráli venku 2:1. Počtvrté v tomto ročníku se prosadil v ligové odvetě s Jihlavou (výhra 4:0), když v 58. minutě zvyšoval na průběžných 3:0. Následně se trefil v lize v 51. minutě ve 22. kole proti Prostějovu (výhra 2:1) a dal branku na 1:1. Na jaře 2021 po 23. kole hraném 8. 5. 2021 postoupil s Hradcem po výhře 2:1 nad Duklou Praha z prvního místa tabulky do nejvyšší soutěže, kam se "Votroci" vrátili po čtyřech letech.

#### Sezóna 2021/22
V sezóně 2021/22 patřil Vlkanova k nejlepším hráčům Hradce, ve 32 odehraných ligových zápasech vstřelil 8 branek a na dalších 11 přihrál. Svými výkony si vysloužil i nominaci do české reprezentace.

#### Sezóna 2022/23
V létě 2022 byl Vlkanova spojován s přestupem do nejlepších českých prvoligových klubů, začátek sezóny 2022/23 ale ještě začal v dresu Hradce.
Dohromady v klubu odehrál přes 200 soutěžních zápasů, v nichž vstřelil 53 branek a připsal si dalších 43 asistencí.

### Viktoria Plzeň
Vlkanova přestoupil na konci srpna 2022 z Hradce Králové do Viktorie Plzeň. S účastníkem Ligy mistrů podepsal tříletou smlouvu. V týmu se rychle stal stabilním členem základní sestavy a 12. října vstřelil svou první branku v novém dresu, a to při domácí prohře 2:4 s Bayernem Mnichov v základní skupině Ligy mistrů. Ve své první sezóně v Plzni odehrál 39 soutěžních zápasů, v nichž vstřelil 6 branek a přidal 5 asistencí.
Během podzimní části sezóny 2023/24 ztratil Vlkanova své místo v základní sestavě a na přelomu kalendářního roku požádal vedení klubu o hostování.

### Ruch Chorzów
V lednu 2024 zamířil Vlkanova na půlroční hostování s opcí do polského Ruchu Chorzów.

### Návrat do Hradce
Po 2 letech se vrátil k Votrokům. A i v sezóně 2024/2025 byl pro tým produktivním hráčem, v 30 zápasech vsítil 7 gólů a přidal 5 přihrál

## Reprezentační zápasy
Zápasy Adama Vlkanovy v A-týmu české reprezentace
| 2022               | 3 | 0 |
| Celkem             | 3 | 0 |
| Platí k 3. 6. 2025 |   |   |